# Exoneura obliterata
Exoneura obliterata är en biart som beskrevs av Cockerell 1913. Exoneura obliterata ingår i släktet Exoneura och familjen långtungebin. Inga underarter finns listade i Catalogue of Life.

## Bildgalleri

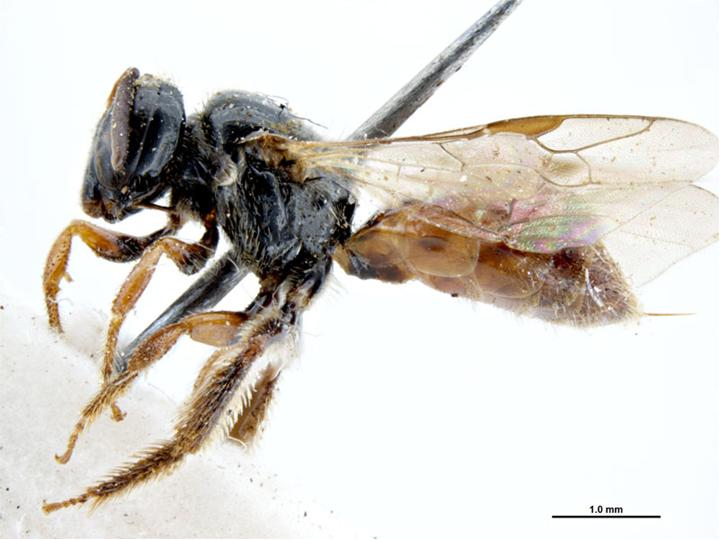